# Bahnhof Kami-Iida
Der Bahnhof Kami-Iida (jap. 上飯田駅, Kami-Iida-eki) ist ein Bahnhof auf der japanischen Insel Honshū. Er wird von der Bahngesellschaft Meitetsu (Nagoya Tetsudō) betrieben und befindet sich in der Präfektur Aichi auf dem Gebiet der Stadt Nagoya. Der in einem Tunnel gelegene Bahnhof bildet den Übergang zwischen einer Vorortstrecke und einer Linie der U-Bahn Nagoya.

## Verbindungen
Kami-Iida ist ein Zwischenbahnhof am Übergang zwischen der Kami-Iida-Linie der kommunalen U-Bahn Nagoya und der unmittelbar daran anschließenden Meitetsu Komaki-Linie der privaten Bahngesellschaft Meitetsu in die nördlich gelegenen Städte Komaki und Inuyama. Der Tunnelabschnitt zwischen Ajima und Kami-Iida ist Eigentum der Kami-Iida Link Line Corporation (上飯田連絡線株式会社, Kami-Iida renrakusen kabushiki-gaisha), an der die Meitetsu und die Anliegergemeinden beteiligt sind. Dasselbe gilt für die Kami-Iida-Linie nach Heian-dōri. Der Fahrdienst wird vollständig durch die Meitetsu durchgeführt, sodass alle Züge beide Strecken zusammen befahren. Anders als bei Durchbindungen dieser Art üblich, findet in Kami-Iida kein Wechsel des Fahrpersonals statt.
Tagsüber wird zwischen Heian-dōri und Inuyama ein Viertelstundentakt angeboten. Während der Hauptverkehrszeit besteht zwischen Heian-dōri und Komaki ein verdichteter Takt mit Zügen alle sieben bis acht Minuten, abends fahren auf diesem Abschnitt alle zehn Minuten. An der Rückseite des Bahnhofsgebäudes ist ein Busbahnhof zu finden, der von gut einem Dutzend Linien des kommunalen Busunternehmens Nagoya City Bus bedient wird.

## Anlage
Der Tunnelbahnhof steht im Stadtteil Kami-Iida-dōri, der nach der gleichnamigen Hauptstraße im Bezirk Kita-ku benannt ist. Die Umgebung ist von dicht besiedelten Vierteln mit Wohnblöcken, Läden und einem Æon-Einkaufszentrum geprägt.
Die von Süden nach Norden ausgerichtete Anlage besteht aus zwei unterirdischen Ebenen, der Haupteingang befindet sich in der Mitte des zehngeschossigen Wohn- und Geschäftsgebäudes Meitetsu Kami-Iida biru an der Ostseite der Hauptstraße. Treppen, Rolltreppen und Aufzüge führen über eine Verteilerebene hinunter zur Bahnsteigebene. Diese umfasst zwei Gleise an einen mit Bahnsteigtüren ausgestatteten Mittelbahnsteig. Hinzu kommt am nördlichen Ende ein dazwischen liegendes Stumpfgleis für das Wenden von Zügen. Die Gleise verlaufen rund 21 Meter tief unter der Erdoberfläche, da auf dem Weg zum nächstgelegenen Bahnhof Ajima die Flüsse Yada und Shōnai unterquert werden. Zusätzlich sind Fluttore installiert, um Überschwemmungen zu verhindern.
Im Fiskaljahr 2019 nutzten durchschnittlich 4267 Fahrgäste täglich den Bahnhof.

## Bilder

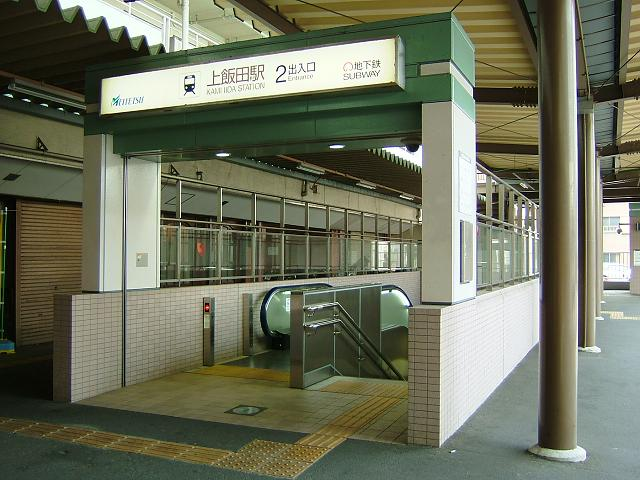
Seiteneingang
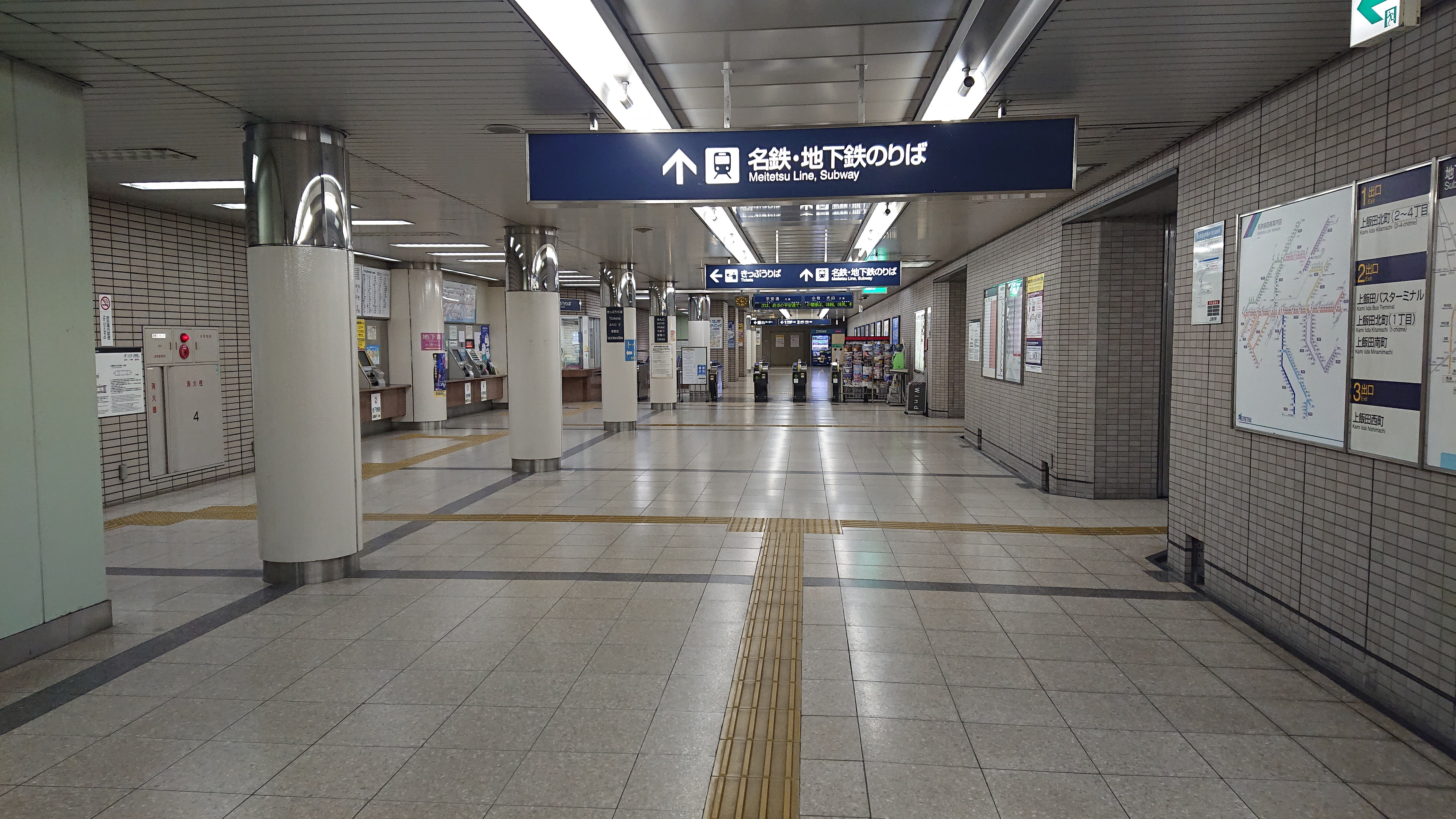
Verteilerebene
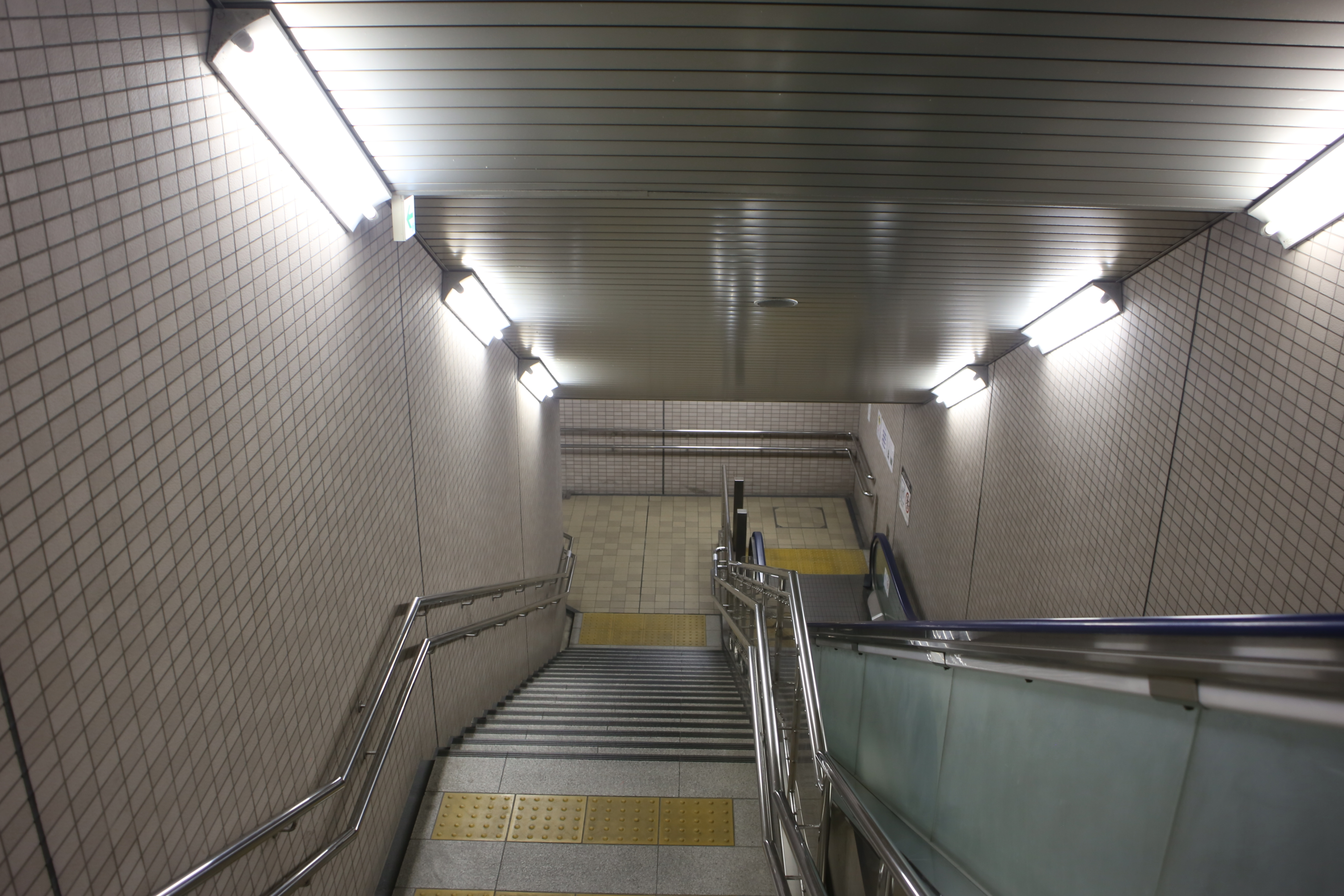
Zugang
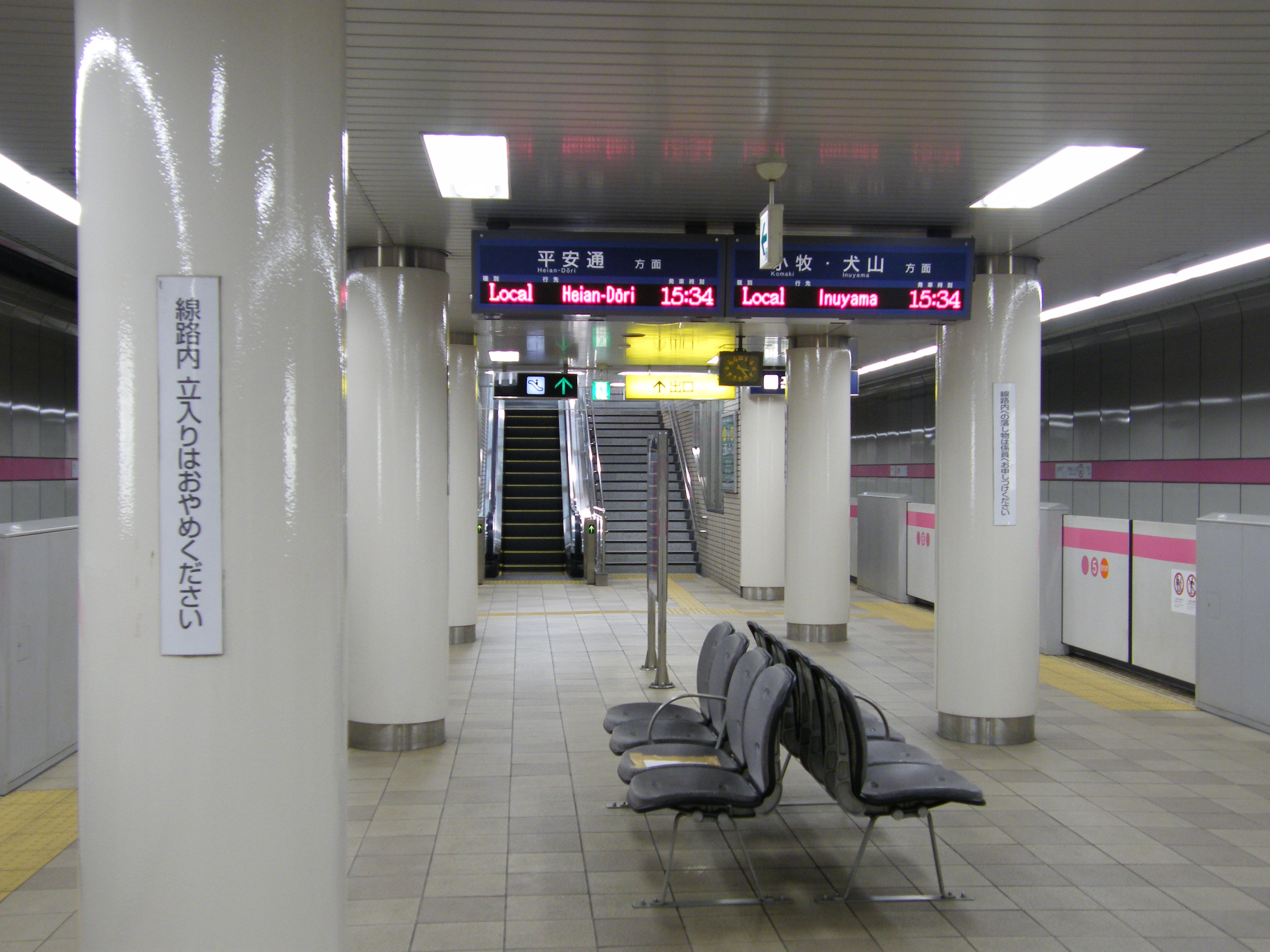
Bahnsteig
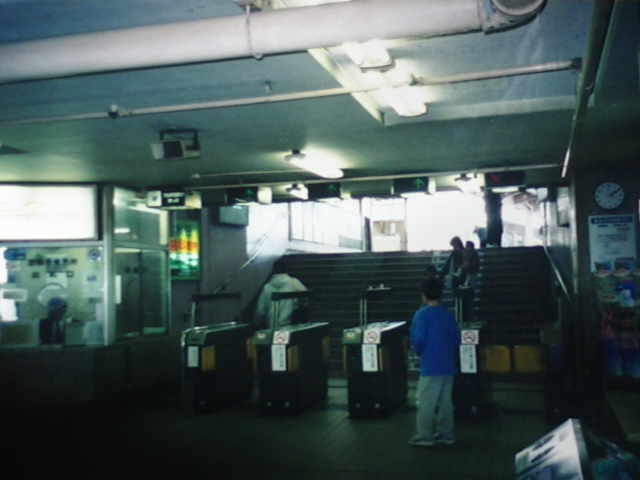
Alter Fahrkartenschalter am Bahnhof (März 2003)

## Gleise

Gleisplan

| 1 | ▉ Kami-Iida-Linie       | Heian-dōri       |
| 2 | ▉ Meitetsu Komaki-Linie | Komaki • Inuyama |

## Linien
| Verlauf der Meitetsu Komaki-Linie |
| --- |
| Kami-Iida • Ajima • Ajiyoshi • Kasugai • Ushiyama • Manai • Komakiguchi • Komaki • Komakihara • Ajioka • Tagata-jinja-mae • Gakuden • Haguro • Inuyama |

## Geschichte
Die Bahngesellschaft Meigi Tetsudō eröffnete am 11. Februar 1931 den ersten Abschnitt der damals so bezeichneten Jōhōku-Linie zwischen Kami-Iida und Komaki. 1935 fusionierte die Meigi Tetsudō mit der Aichi Denki Tetsudō zur Meitetsu. Die ebenerdige südliche Endstation Kami-Iida war etwas ungünstig gelegen, da sie noch keinen Anschluss ans städtische Straßenbahnnetz hatte und somit vom Stadtzentrum her nur umständlich zu erreichen war. Dies änderte sich mit der Eröffnung der Onaridōri-Straßenbahnlinie am 11. Juli 1944. In den frühen 1960er Jahren strebte die Meitetsu eine Modernisierung der Komaki-Linie an, wozu auch der Bau einer neuen stadtseitigen Endstation gehörte. An der Ostseite der Hauptstraße entstand das Gebäude Meitetsu Kami-Iida biru, dessen erstes Obergeschoss die Bahnanlagen aufnehmen sollte. Ab dem 10. März 1964 bestand etwa hundert Meter nördlich der zwischenzeitlich aufgehobenen alten Anlage ein temporärer Bahnhof als Ersatz während der Bauarbeiten. Die Eröffnung der neuen Endstation erfolgte am 20. Dezember 1965. Wenig später begannen die ersten Mieter in die Wohnungen darüber einzuziehen.
Mit der Stilllegung der Straßenbahnlinie am 1. Februar 1971 verlor der Bahnhof seinen Anschluss in Richtung Stadtzentrum. Die stattdessen eingeführte Buslinie war während der Hauptverkehrszeit völlig überlastet, weshalb viele umsteigende Fahrgäste etwa zehn Minuten zu Fuß gingen, um zum rund 800 Meter entfernten U-Bahnhof Heian-dōri an der Meijō-Linie zu gelangen. Über die Jahre erwies sich diese Situation als völlig unhaltbar. Nach der Verabschiedung eines umfassenden Verkehrsentwicklungsplans im Jahr 1992 hatte die Anbindung von Kami-Iida an die U-Bahn Nagoya höchste Priorität. Im Auftrag von Meitetsu und des städtischen Verkehrsamts plante und baute die 1994 gegründete Kami-Iida Link Line Corporation die Kami-Iida-Linie und den daran anschließenden Tunnel der Komaki-Linie nach Ajima. Beide Projekte waren mit ihrer Inbetriebnahme am 27. März 2003 abgeschlossen, an diesem Tag ersetzte der Tunnelbahnhof den bisherigen erhöht liegenden Kopfbahnhof.
Nach der Eröffnung des Tunnels gab es zwar von Anfang an Durchbindungen der Züge, die fast alle beide Linien befuhren. Doch jeder Betreiber war für seinen eigenen Teil zuständig, d. h. Meitetsu für die Komaki-Linie und das städtische Verkehrsamt für die Kami-Iida-Linie. Somit musste bei jedem Halt ein Wechsel des Fahrpersonals vorgenommen werden. Aus Rationalisierungsgründen übertrug das Verkehrsamt am 1. April 2007 den gesamten Fahrdienst an die Meitetsu, die ihn seither allein durchführt.